# Al vento dell'Oceano
Al vento dell’Oceano è un romanzo scritto da Hans Tuzzi, pseudonimo di Adriano Bon, pubblicato nel 2017.

## Trama
È un romanzo di genere poliziesco, ambientato su un transatlantico, il Pamphylia, in rotta verso l'America nell'aprile 1926. A bordo, in prima classe, Neron Vukcic, ex agente asburgico dei servizi segreti che, dopo la dissoluzione dell'impero austro-ungarico, si è costruita una fama per merito del suo notevole talento investigativo. Una notte, uno dei ricchi passeggeri americani, il potente tycoon Clifford Myron Marshall, trova la morte nella sua cabina. Del delitto viene accusata Elizabeth Hillman, la moglie di un magnate dell'acciaio con grandi ambizioni politiche. Per scagionare la moglie, il senatore Hillman chiede l'aiuto di Vukcic che sembra restio ad accettare l'incarico. Per convincerlo, basteranno una grossa somma di denaro, la promessa dell'ottenimento della cittadinanza statunitense e quella della proprietà di una elegante casa in un quartiere esclusivo di New York.

## Edizioni
- Hans Tuzzi, Al vento dell’Oceano, Varianti, Bollati Boringhieri, 2017, ISBN 978-88-339-2880-7.